# Shabani Nonda
Shabani Christophe Nonda (Bujumbura, 6 de março de 1977) é um ex-futebolista congolês que atuava como atacante. Nascido no Burundi, representou a Seleção da República Democrática do Congo em nível internacional.

## Carreira em clubes
Descoberto no Atlético Olympic, Nonda é o último de uma família de nove irmãos. A família viveu em Burundi até 1993, mas com o início da Guerra Civil, mudou-se para a Tanzânia com um irmão, enquanto o restante seguiu para a República Democrática do Congo (então chamada de Zaire).
Em terras tanzanianas, jogou na base do Young Africans entre 1993 e 1994, quando se mudou para a África do Sul, onde atuou pelo Vaal Professionals durante uma temporada. O agente de jogadores Marcelo Houseman levou Nonda para o Zürich em 1996. Após conquistar a artilharia do Campeonato Suíço e o prêmio de Futebolista Estrangeiro do Ano em 1997–98, o atacante foi transferido ao Rennes por 9 milhões de dólares.
Em 2 anos pelo clube da Bretanha, marcou 37 gols em 77 partidas oficiais disputadas até 2000, ano em que foi contratado pelo Monaco, herdando a vaga deixada por David Trezeguet. Em 5 temporadas pelo time do principado, Nonda venceu a Copa da Liga Francesa de 2002–03, além de ter levado o ASM até a decisão da Liga dos Campeões da UEFA de 2003–04, desempenho que rendeu sua contratação pela Roma em 2005.
A passagem de Nonda pelos Giallorossi, no entanto, foi abaixo do esperado para o atacante, que estava com uma lesão no joelho sofrida enquanto era atleta do Monaco. Passou também pelo Blackburn Rovers, que o contratou por empréstimo de uma temporada. O atacante pretendia assinar um contrato fixo com os Rovers ao final do período. mas a equipe não exerceu a compra do jogador, que foi para o Galatasaray em 2007, onde atuou em 92 jogos (61 pelo Campeonato Turco) e marcou 37 gols.
Em janeiro de 2010, o Gala anunciou a rescisão do contrato de Nonda, que decidiu encerrar a carreira após não encontrar outro clube para seguir atuando profissionalmente.

## Carreira internacional
Nascido em Bujumbura, Nonda estreou pela seleção da República Democrática do Congo em abril de 2000, na vitória por 9 a 1 sobre Djibuti (onde também marcou seus 2 primeiros gols com a camisa dos Leopardos), pelas eliminatórias da Copa de 2002. Neste ano, disputou a Copa das Nações Africanas, atuando contra Camarões e Costa do Marfim, ambas pela primeira fase da competição. A campanha congolesa foi encerrada nas quartas-de-final, após derrota por 2 a 0 para o Senegal. Esta foi a única competição internacional disputada por Nonda, que não foi convocado para as edições de 2004 e 2006.
Ele chegou a anunciar a aposentadoria do futebol de seleções em 2005, mas repensou a decisão e voltou a defender a República Democrática do Congo em 2007. Um ano depois, faria seus últimos jogos pela seleção - 5 deles foram pelas eliminatórias da Copa de 2010, e o atacante atuou pela última vez na derrota por 1 a 0 para o Egito.

## Títulos
Monaco
- Copa da Liga Francesa: 2002–03

Roma
- Supercopa da Itália: 2007

Galatasaray
- Campeonato Turco: 2007–08
- Supercopa da Turquia: 2008

### Individuais
- Artilheiro do Campeonato Suíço: 1997–98 (24 gols)
- Artilheiro do Campeonato Francês: 2002–03 (26 gols)
- Futebolista Estrangeiro do Ano na Suíça: 1997–98
- Time do Ano do Campeonato Francês: 2002–03[11]